# Округ Нокс (Тексас)
Округ Нокс (енгл. Knox County) је округ у америчкој савезној држави Тексас. По попису из 2010. године број становника је 3.719.

## Демографија
Према попису становништва из 2010. у округу је живело 3.719 становника, што је 534 (12,6%) становника мање него 2000. године.
| Група             | 2000.         | 2010.         |
| Белци             | 2.829 (66,5%) | 2.347 (63,1%) |
| Афроамериканци    | 294 (6,9%)    | 214 (5,8%)    |
| Азијати           | 10 (0,2%)     | 7 (0,2%)      |
| Хиспаноамериканци | 1.067 (25,1%) | 1.101 (29,6%) |
| Укупно            | 4.253         | 3.719         |